# 戈塞尔曼
戈塞尔曼（法語：Gosselming）是法国摩泽尔省的一个市镇，属于萨尔堡区（Sarrebourg）费内特朗格县（Fénétrange）。该市镇总面积10.15平方公里，2009年时的人口为625人。

## 人口
戈塞尔曼人口变化图示